# 学校法人大川学園 (埼玉県)
学校法人大川学園（がっこうほうじんおおかわがくえん）は、埼玉県飯能市に本部がある学校法人。三重県津市にも同名の学校法人大川学園があるが、別の法人である。

## 設置校
- 大川学園高等専修学校
- 大川学園高等学校
- 大川学園医療福祉専門学校

## 沿革
- 1945年（昭和20年） - 飯能ドレスメーカー女学院設立
- 1954年（昭和29年） - 学校法人として発足、飯能ドレスメーカー女学院を設置校とする。
- 1976年（昭和51年） - 大川女子学園家政専門学校設置。
- 1993年（平成 5年） - 大川女子学園家政専門学校を大川学園総合専門学校に改称する。
- 1996年（平成 8年） - 大川学園総合専門学校を向陽台大川高等専修学校に改称、大川学園福祉教育専門学校設置
- 2003年（平成15年） - 大川学園医療専門学校設置
- 2005年（平成17年）
  - - 向陽台大川高等専修学校を大川学園高等専修学校に改称
  - - 大川学園医療専門学校と大川学園福祉教育専門学校を統合、大川学園医療福祉専門学校設置
  - - 大川学園高等学校設置
- 2011年（平成23年） - 厚生労働省認定講座　緊急人材育成・就職支援基金事業認定講座（基金訓練）開始

## 歴代理事長
- 大川二郎（1954年-1989年）
- 大川愛子（1989年-2007年）
- 大川泰徳（2007年-2011年 ）
- 大川芙美子（2011年- ）